# Baiceng
Baiceng (kinesiska: 白层, 白层镇) är en köping i Kina. Den ligger i provinsen Guizhou, i den sydvästra delen av landet, omkring 160 kilometer sydväst om provinshuvudstaden Guiyang. Antalet invånare är 15464. Befolkningen består av 7 567 kvinnor och 7 897 män. Barn under 15 år utgör 31 %, vuxna 15-64 år 57 %, och äldre över 65 år 10,0 %.